# Signe Tillisch

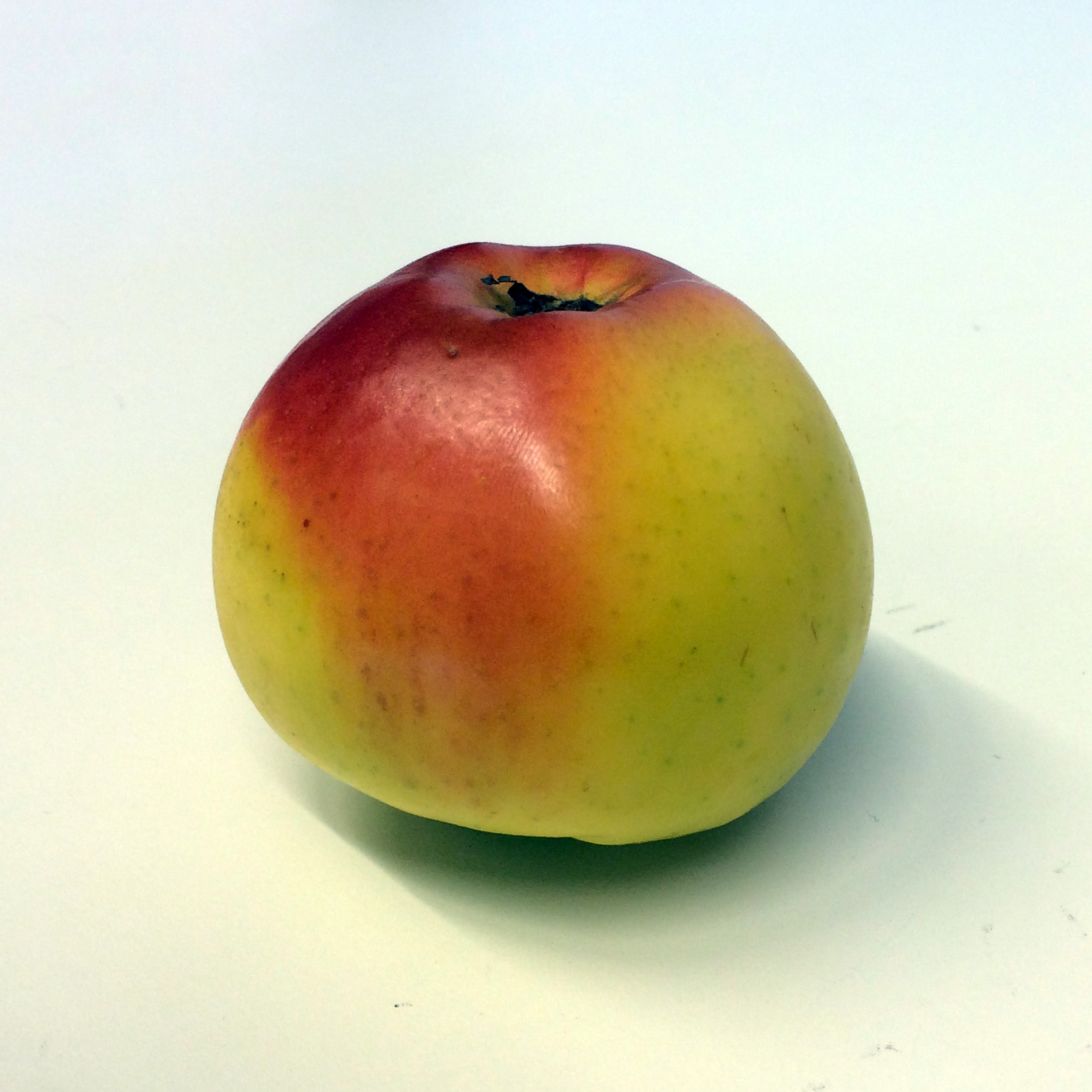
Ett äpple av sorten Signe Tillisch, fotograferat i samband med Nordiska museets äppelfestival i september 2014.

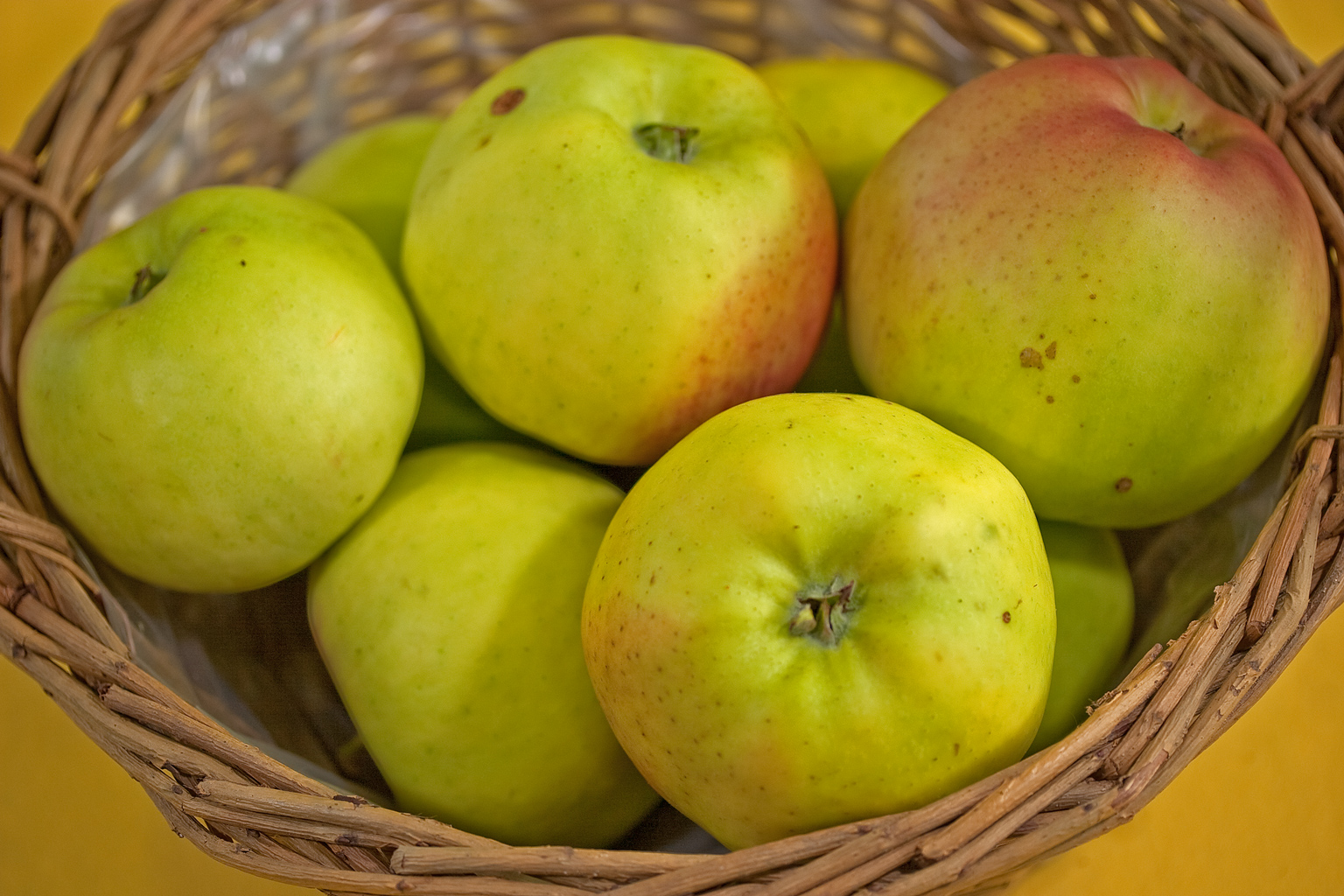
Signe Tillisch

Signe Tillisch (litografi av målning av Henriette Sjöberg (1842–1915)).

Signe Tillisch är en äppelsort vars ursprung är omtvistat. Den danske pomologen C. Matthiesen skriver att äpplet härrör från en kärnsådd gjord år 1866 av Tillisch i Bjerre vid Horsens på Jylland i Danmark. Sorten är namngiven efter hans dotter. Trädet välte i en storm år 1975. [källa behövs]  Å andra sidan framförde den svenske pomologen Carl G. Dahl att sorten drogs upp genom kärnsådd av länsgreve A. Rantzau i Rosenvold i Danmark. Moderträdet påstods fortfarande finnas kvar i trädgården under 1980-talet. Enligt Dahl skulle sorten ha spridits från Matthiesens plantskola i Korsör på Själland med början 1889.
Äpplet är av typen kalvill. Äpplet är stort och dess skal är av en mestadels grön- eller gulaktig färg. Köttet är saftigt, sött, och svagt syrligt. Normal skördetid i zon 1 (Alnarp) är 4 oktober.[källa behövs] Äpplet mognar i november och håller sig därefter någon månad. Sorten är mycket känslig för skorv och i viss mån även fruktträdskräfta och mjöldagg. Pedersen anger i Danmarks frugtsorter att C-vitaminhalten är 16 mg per 100 gram fruktkött. Äpplet finns i handeln september-december. Äpplen som pollineras av Signe Tillisch är bland annat Cortland, Cox Orange, Filippa, Gul Richard, Ingrid Marie, James Grieve, Katja, Lobo, Ringstad, Stenbock, Transparente blanche och Åkerö. I Sverige odlas Signe Tillisch gynnsammast i zon I–IV. Sorten har S-allelerna S8S34 och pollineras av sorter som ej har dessa.
Sorten började att säljas i Sverige år 1893 av Alnarps Trädgårdar.